# Nuevo San Juan, Teopisca
Nuevo San Juan är en ort i Mexiko.   Den ligger i kommunen Teopisca och delstaten Chiapas, i den sydöstra delen av landet, 800 km öster om huvudstaden Mexico City. Nuevo San Juan ligger 2 192 meter över havet och antalet invånare är 166.
Terrängen runt Nuevo San Juan är kuperad åt nordost, men åt sydväst är den bergig. Runt Nuevo San Juan är det ganska tätbefolkat, med 104 invånare per kvadratkilometer. Närmaste större samhälle är San Cristóbal de las Casas, 19,3 km nordväst om Nuevo San Juan. I omgivningarna runt Nuevo San Juan växer huvudsakligen savannskog.